# ادوارد موس
ادوارد موس یا ادی موس (انگلیسی: Edward Moss (impersonator)؛ زادهٔ ۱۱ ژوئیهٔ ۱۹۷۷) یک هنرپیشه، کمدین و رقاص اهل ایالات متحده آمریکا است. او شخصیت مایکل جکسون را تقلید کرده و به نمایش می‌گذارد. او سابقاً در شرکت مک‌دونالد کار می‌کرد. وی در فیلم‌های مردم در برابر جکسون، اسکری مووی ۳ و اسکری مووی ۴ در نقش شخصیت مایکل جکسون بازی کرده است.

## زندگینامه
موس در لس آنجلس کالیفرنیا به دنیا آمد و همانجا بزرگ شد. هنگامی که وی در مک دونالد کار می کرده شباهت او به مایکل جکسون مورد توجه همکارانش بوده و همین سبب شد که او در یک مسابقه ی تقلید از خواننده ی کارمندی، شخصیت مایکل جکسون را تقلید کرده و برنده ی آن مسابقه نیز بشود.